# Dominik Hašek
Dominik Hašek [ˈdomɪnɪk ˈɦaʃɛk], češki hokejist, * 29. januar 1965, Pardubice, Češkoslovaška.
Hašek je v svoji šestnajstletni karieri v ligi NHL branil za klube Chicago Blackhawks, Buffalo Sabres, Detroit Red Wings in Ottawa Senators. V letih pri Buffalu se je uveljavil kot najboljši vratar lige in si prislužil nadimek Dominator. Njegove dobre igre so pripomogle k uveljavitvi evropskih vratarjev v ligi NHL, kjer so pred tem močno prevladovali severnoameriški.
Je eden najuspešnejših vratarjev lige NHL v devetdesetih letih in prvih letih 21. stoletja. Med sezonama 1992/93 in 2000/01 je osvojil šest nagrad Vezina Trophy za najboljšega vratarja lige, leta 1998 pa je postal prvi vratar, ki je dvakrat osvojil nagrado Hart Trophy za najkoristnejšega hokejista lige. Na Olimpijskem turnirju leta 1998 v Naganu je popeljal češko reprezentanco do prvega in za zdaj edinega naslova olimpijskega zmagovalca. Zaradi tega je postal Hašek zelo popularen tudi v svoji domovini, legendarni hokejist Wayne Gretzky pa ga je po olimpijadi označil kot najboljšega igralca hokeja. V dresu Red Wingsov je v sezoni 2001/02 postal prvi evropski vratar, ki je osvojil Stanleyjev pokal kot prvi vratar svojega kluba. Drži rekord za najvišji odstotek ubranjenih strelov v karieri (92,23) in najvišji odstotek ubranjenih strelov v eni sezoni.
Haškov velja za vratarja z neobičajnim slogom branjenja, ki je bil poimenovan opletač. Znan je tudi po zmožnosti dobre koncentracije, hitrosti nog, gibljivosti in nenavadnih obrambah, kot je pokrivanje paka z odbijalko, namesto z lovilko. V času upokojitve v ligi NHL je bil najstarejši vratar lige s 43-imi leti in drugi najstarejši hokejist lige, za tri leta starejšim soigralcem Chrisom Cheliosom. Svojo upokojitev je napovedal 9. junija 2008, toda 21. aprila 2009 je napovedal vrnitev v klub iz domačega kraja, HC Pardubice v češki ligi. Junija 2010 je prestopil v Spartak Moskvo, ki je igral v ligi KHL.

## Klubska kariera

### Začetki
Hašek je začel igral hokej v starosti šestih let v domačem kraju Pardubice. Kot je kasneje sam razložil:
| “ | Potekala je preizkušnja za petletne dečke in oče me je pripeljal tja. Nisem imel pravih drsalk. Imel sem tista rezila, ki so se namestila na spodnjo stran čevljev, toda bil sem visok, in devetletni dečki niso imeli vratarja, zato so me postavili v gol in takrat sem se zaljubil v hokejsko igro. | ” |

### Pardubice in Jihlava
Leta 1980 je šestnajstletni Hašek debitiral v prvi češkoslovaški ligi, kot najmlajši igralec v zgodovini lige, za HC Pardubice, s katerim je osvojil naslova državnega prvaka v sezonah 1987/88 in 1988/89. Sezono za tem je prestopil v češkoslovaški vojaški klub Dukla Jihlava. Leta 1983 je bil kot 199. izbran na NHL naboru s strani kluba Chicago Blackhawks, v desetem krogu in kot sedemnajsti vratar. V tistem času so bili klubi lige NHL pazljivi pri igralcih z druge strani železne zavese, ki niso želeli prestopiti v ligo NHL ali pa jim je to preprečila država. Hašek je šele po sedmih mesecih izvedel, da je bil izbran na naboru.
Do leta 1990 je Hašek igral za kluba HC Pardubice in Dukla Jihlava. V letih 1987, 1989 in 1990 je bil izbran za najboljšega hokejista češkoslovaške lige, med letoma 1986 in 1990 pa še za najboljšega vratarja lige. Z žametno relovucijo so se meje države odprle in Hašek se je preselil v ZDA s ciljem igranja v ligi NHL. Začel je pri klubu Indianapolis Ice v ligi IHL, kjer je igral dve nepolni sezoni, v sezoni 1990/91, šest let po svojem naboru, je podpisal za Chicago Blackhawkse.

### Chicago Blackhawks
V Chicagu je bil Hašek drugi vratar ob Edu Belfourju in je odigral le petindvajset tekem v dveh sezonah pri klubu, istočasno je igral še za klub Indianapolis Ice v nižji ligi IHL. 6. novembra 1990 je s številko 34 debitiral v ligi NHL proti Hartford Whalersom, tekma pa se je končana neodločeno z 1:1. Svojo prvo zmago je dosegel 8. marca 1991 z rezultatom 5:3 proti Buffalo Sabresom, prvi shutout pa mu je uspel 9. januarja 1992, ko so Blackhawksi premagali Toronto Maple Leafse z 2:0. Pri Blackhawksih je bil trener vratarjev Vladislav Tretjak, ki je bil istega leta izbran na NHL naboru kot Hašek, toda ni mogel zaigrati v ligi NHL zaradi političnih razmer. Najbolj je Hašek opozoril nase v četrti tekmi za Stanleyjev pokal leta 1994, ko je v golu sredi tekme zamenjal Belfourja. 

### Buffalo Sabres

#### 1992 – 1998
Po porazu v finalu za Stanleyjev pokal proti Pittsburgh Penguinsom z Mariom Lemieuxom je Buffalo za Haška zamenjal vratarja Stephana Beauregarda in izbor na naboru, ki je Blackhawksom kasneje prinesel Érica Dazá. V Buffalu, kjer je nosil številko 39, je bil v začetku drugi vratar, prva vratarja sta bila Tom Draper in kasneje Grant Fuhr, toda po poškodbi Fuhra v srednjem delu sezone je postal prvi vratar. V sezoni 1993/94 je osvojil svojo prvo nagrado Vezina Trophy za najboljšega vratarja lige, v izboru za nagrado Hart Trophy za najkoristnejšega hokejista lige je bil drugi, nagrado William M. Jennings Trophy pa si je razdelil s Fuhrom. V sezoni je odigral 58 tekem s povprečjem prejetih golov na tekmo 1,95, sedmimi shutouti in odstotkom ubranjenih strelov 93,0. V naslednji sezoni 1994/95 je ponovno osvojil nagrado Vezina Trophy in bil drugi v izboru za nagrado Hart Trophy. 
Hašek je tudi v sezoni 1996/97 nadaljeval z uspešnimi igrami, ki pa jih je zasenčil spor s trenerjem Tedom Nolanom, ki je v klubsko garderobo prinesel napeto ozračje. V tretji tekmi prvega kroga končnice proti Ottawa Senatorsom je Hašek v drugi tretjini zaradi manjše poškodbe zapustil ledeno ploskev, zamenjal ga je drugi vratar Steve Shields. Utrpel je lažji nateg ligamentov v desnem kolenu, klubski zdravnik pa je zatrdil, da bo pripravljen za branjenje v nekaj dneh. Toda nekateri mediji in tudi soigralci so špekulirali, da je Hašek izkoristil manjšo poškodbo zaradi spora s trenerjem. Med drugimi je kolumnist Buffalo News Jim Kelley napisal kolumno, ki opisuje podrobnosti Haškove poškodbe in njegovega konflikta z Nolanom, ter se sprašuje o njegovi mentalni trdnosti kot vratarja. Ko je Kelley želel intervjujati Haška po porazu v peti tekmi serije, je Hašek noviranja napadel ter zaradi incidenta prejel prepoved nastopa na treh tekmah in 10.000 $ kazni. S Shieldsom v golu so Sabresi uspeli preobrniti rezultat in zmagati v seriji po sedmih tekmah. Hašek tudi v naslednjem krogu končnice proti Philadelphia Flyersom ni igral zaradi poškodbe kolena in Sabresi so izgubili serijo v petih tekmah.
Generalni direktor kluba, John Muckler, ki je bil izbran za klubskega direktorja leta, je bil odpuščen zaradi stalnih sporov z Nolanom. Hašek, ki je bil na Mucklerjevi strani, je v intervjuju leta 1997 povedal, da bi bilo bolje, če Nolan ne bi bil ponovno izbran za trenerja. Kljub nagradi Jack Adams Award za najboljšega trenerja leta in popularnosti med navijači kluba, je novi generalni direktor Darcy Regier Nolanu ponudili le enoletno podaljšanje pogodbe. Nolan je zavrnil podaljšanje le za eno leto in zapustil klub. To je med klubskimi navijači povzročilo razočaranje in jezo, za Nolanov odhod pa so krivili tudi Haška. Prvih šest tednov v novi sezoni so navijači Buffala tako žvižgali Hašku, da so morali v dvorani vrteti posnet aplavz. V nadaljevanju sezone pa si je Hašek z dobrimi igrami pridobil nakljonjenost navijačev. Ponovno je osvojil nagrado Vezina Trophy, ob tem pa še Lester B. Pearson Award in Hart Trophy. S tem je postal eden peščice vratarjev z nagrado na najkoristnejšega hokejista lige, pred njim so jo osvojili le Al Rollins, José Théodore, Jacques Plante, Chuck Rayner in Roy Worters.
V sezoni 1997/98 je Hašek odigral 72 tekem, največ v dotedanji karieri, in s trinajstimi shutouti postavil klubski rekord. Šest od teh je dosegel decembra in s tem izenačil rekord lige NHL za največ shutoutov v enem mesecu. Ponovno je osvojil nagrade Lester B. Pearson Award, Hart Trophy in Vezina Trophy, s čimer je postal pri vratar v zgodovini lige z dvema nagradama Hart Trophy. 10.000 $ od nagrade za osvojitev nagrade Pearson Award za leto 1998 je podaril društvu Variety Club of Buffalo. Po koncu sezone je podpisal novo pogodbo v višini 26 milijonov $, kar je bil tedaj najvišji znesek za vratarja v ligi.

#### 1998 – 1999
V sezoni 1998/99 je Hašek dosegel najboljšo statistiko v karieri, povprečje 1,87 prejetega gola na tekmo in odstotek ubranjenih strelov 83,7, s čimer je tretjič zapored osvojil nagrado Vezina Trophy, uvrstil se je tudi v končni izbor za nagradi Hart Trophy in Pearson Award. Kljub ne najboljšem rednem delu sezone za Buffalo in sedmem mestu v vzhodni konferenci, so v končnici izločili klube Ottawa Senators, Boston Bruins in Toronto Maple Leafs za uvrstitev v finale za Stanleyjev pokal. V finalni seriji so Dallas Starsi osvojili Stanleyjev pokal s 4:2 v zmagah, odločilna šesta tekma pa je bila ena najdaljših v zgodovini tekem finala za Stanleyjev pokal. Hašek in Ed Belfour sta zbrala po 50 oziroma 53 obramb, v tretjem podaljšku pa je serijo odločil Brett Hull s spornim golom, ki ga je dosegel z nogo v vratarjevem prostoru. Gola sodniki niso preverili takoj, zato so opazili nogo Hulla v vratarjevem prostoru šele več minut za tem. Ob ponovnem pregledu situacije pa je gol vseeno obveljal in sprožil ogorčenje v klubu Buffala. Hašek je komentiral: »Morda je bil [video sodnik] na stranišču. Morda je spal. Ali pa ne pozna tega pravila.«
Za prihodnjo sezono je bil glavni komisar lige Gary Bettman napovedal, da ponovni pregled posnetka ne bo več uporabljen za preverjanje, če je hokejist ob doseženem golu v vratarjevem prostoru, ampak bo to prosta presoja sodnikov. Po koncu sezone je Hašek razmišljal o upokojitvi zaradi težav s poškodbami in želje, da bi več časa preživel s svojo družino. To je presenetilo njegove soigralce, predvsem Mika Peco in Jasona Woolleya.

#### 1999 – 2001
V sezoni 1999/00 se je Hašek dolgo boril z neugodno poškodbo dimelj, zaradi katere je moral izpustiti štirideset tekem rednega dela, sezono pa je prvič po dolgem času končal brez osvojenih nagrad. Čeprav je bila poškodba do začetka končnice sanirana, je Buffalo izpadel po petih tekmah serije v prvem krogu končnice proti Philadelphia Flyersom. 
V sezoni 2000/01, svoji zadnji sezoni v Buffalu, je Hašek osvojil v novejši dobi rekordno šesto nagrado Vezina Trophy, kot tudi svojo drugo nagrado William M. Jennings Trophy. Sabresi so ponovno v prvem krogu končnice igrali s Philadelphio z vratarjem Romanom Čechmánekom, ki je bil za Haškom drugi vratar češke reprezentance. Buffalo je tokrat napredoval, v odločilni šesti tekmi serije je Hašek dosegel shutout. V drugem krogu so jih izločili Pittsburgh Penguinsi, ki so v odločilni sedmi tekmi zmagali po podaljšku.

### Detroit Red Wings in Ottawa Senators
Pred začetkom sezone 2001/02 je Buffalo prodal Haška Detroit Red Wingsom s ciljem, da bi znižali klubski proračun in omogočili Hašeku nastopanje za konkurenčnejši klub. Zamenjali so ga za Vjačeslava Kozlova in prvi izbor na naboru leta 2002. V prvi sezoni pri Detroitu je Hašek dosegel zanj rekordih 41 zmag in le 15 porazov, klubu pa pomagal do nagrade President's Trophy za najboljši klub rednega dela. V končnici so Red Wingsi po vrsti izločili klube Vancouver Canucks, St. Louis Blues, Colorado Avalanche in v finalu za Stanleyjev pokal tudi Carolina Hurricanes. Med serijo konferenčnega finala proti Coloradu, je Hašek postal prvi vratar s podajo v podaljšku za zmagoviti gol, podal je kapetanu Steve Yzerman. Yzerman je podal Fredriku Olaussonu, ki je zadel za zmago v tretji tekmi serije. Postavil je tudi rekord za največ shutoutov v končnici, šest, kar je leto kasneje izboljšal Martin Brodeur s sedmimi.
Poleti je Hašek uradno napovedal svojo upokojitev, da bi lahko preživel več časa s svojo družino in se posvetil svojim ostalim hobijem. Toda po porazu Detroita v prvem krogu končnice proti klubu Mighty Ducks of Anaheim v sezoni 2002/03, je izrazil željo po vrnitvi. To je klub postavilo v težaven položaj, saj je imel vratar Curtis Joseph še dve leti do konca pogodbe vredne 24 milijinov $, brez klavzule za prodajo. Prav tako je bil Detroit pod pritiskom rivalov Colorado Avalancha, ki so iskali nadomestnega vratarja za upokojenega Patricka Roya. Z Mannyjem Legacéjem v postavi, je imel Detroit tako tri potencialne prve vratarje. 
V sezoni 2003/04 si je Hašek po štirinajstih obnovil poškodbo ponovno dimelj. 9. januarja sta se klub in Hašek strinjala, da poškodba zahteva počitek od dveh do štirih tednov. Privatno pa je generalnemu direktorju Kenu Hollandu povedal, da ne bo sprejel plačila za čas poškodbe. 10. februarja je na presenečenje vodstva kluba napovedal, da v tekoči sezoni ne bo več branil. Kasneje je razkril, da ni sprejel 3 milijone $ od letne plače 6 milijonov $. Aprila 2004 se je za okrevanje po prestani operaciji dimelj v Pragi vnil v domače mesto Pardubice. Po preteku pogodbe z Detroitom, je Hašek napovedal igranje za enega od klubov, ki se lahko poteguje za Stanleyjev pokal, posebej je kot možnost izpostavil Ottawa Senatorse. 6. julija 2004, po prodaji Patricka Lalima v St. Louis Blues, je Ottawa s Haškom podpisala enoletno pogodbo. 
Med lockoutom lige NHL v sezoni 2004 je Hašek nastopal z ekipo Primus Worldstars, ki je podobno kot že v sezoni 1994/95 Wayne Gretzky in družba IMG, v turneji po evropskih mestih igrala v desetih mestih sedmih držav, v Latviji, Rusiji, Švici, na Slovaškem, Švedskem, Norveškem in Poljskem revialne tekme proti državnim reprezentancam ali klubom.
Hašek je za Ottawo branil vse bolje v sezoni 2005/06, ko je tudi dosegel svojo tristoto zmago kariere in drugi najboljši odstotek ubranjenih strelov v ligi. Na Olimpijskem turnirju leta 2006 v Torinu si je poškodoval stegensko mišico že v deseti minuti prve tekme. Zaradi poškodbe je moral izpustiti preostanek rednega dela in končnico, čeprav so se pojavile govorice o vrnitvi za končnico. Povedal je, da bi igral za osnovno plačo 500.000 $ z dodatki, če bi lahko ponovno podpisal pogodbo.
Po izpadu Ottawe iz končnice v drugem krogu, se v klubu niso odločili za podaljšanje pogodbe, čeprav je bil Hašek pripravljen pristati na znižanje plače. 31. julija 2006, v starosti 41-ih let, je Hašek tretjič prestopil k Detroitu. Podpisal je za 750.000 $ z dodatki za uspeh v končnici. V sezoni je zabeležil 38 zmag in povprečje golov na tekmo 2,05 ter klubu pomagal do prvega mesta po rednem delu v zahodni konferenci. Izboljšal je tudi svoj rekord za najdalji čas brez prejetega gola na 181 minut in 17 sekund. V sredini sezone je klub napovedal, da Hašek v izogib poškodbam ne bo igral dveh tekem v dveh zaporednih dneh. Prvič je odigral dve tekmi v dveh zaporednih dveh šele 21. in 22. aprila proti Calgary Flamesom v peti in šesti tekmi serije konferenčnega četrtfinala, Detroitu je obakrat pomagal do zmage na tekmi in s tem tudi do zmage v seriji. V naslednjem krogu proti San Jose Sharksom je Detroit že zaostajal z 1:2 v seriji, toda Hašek je na naslednjih treh tekmah dovolil San Joseju le tri gole. 28-ti shutout kariere v šesti tekmi serije ga je izenačil na šestem mestu po številu shutoutov v zgodovini lige, Detroitu pa pomagal do konferenčnega finala proti Anaheim Ducksom, ki so v šestih tekmah izločili Detroit.
Hašek je po koncu sezone ponovno razmišljal o upokojitvi, toda 5, julija 2007 je podpisal novo enoletno pogodbo z Detroitom za 2 milijona $ osnovne plače in do 2 milijona $ dodatkov, zavrnil pa naj bi pogodbo vredno 5 milijonov $ za dodaten prostor pri plačah hokejistov kluba. V začetku sezone 2007/08 ga je na mestu prvega vratarja zamenjal Chris Osgood, ko pa je prišel v formo, je klub izmenjeval oba vratarja. Trener Detroita Mike Babcock je napovedal, da bo Hašek branil tudi v končnici lige. Prvi dve tekmi v seriji prvega kroga končnice proti Nashville Predatorsom so zmagali, toda po dveh zaporednih porazih, je v golu začenjal Osgood. Kljub razočaranju zaradi izgube položaja začetnega vratarja, je Hašek zadržal profesionalizem na treningu in spodbujal soigrace, Darren McCarty je razkril tudi dobre odnose med njim in Osgoodom. Detroit je sezono končal z zmago v seriji za Stanleyjev pokal proti Pittsburgh Penguinsom v šestih tekmah. 9. junija 2008 je Hašek naznanil upokojitev, le pet dni po osvojitvi svojega drugega Stanleyjevega pokala z Detroitom. Kot razlog je navedel pomanjkanje motivacije na novo sezono v ligi NHL. Skupaj z Osgoodom sta prejela nagrado William Jennings Trophy za najmanj prejetih golov med sezono.

### Pardubice in Spartak
Aprila 2009 se je Hašek vrnil iz pokoja in podpisal enoletno pogodbo s češkim klubom HC Pardubice, kjer je začel svojo kariero. V sezoni 2009/10 je klub popeljal do osvojitve naslova češkega državnega prvaka. V končnici je dosegel tri shutoute, enega tudi v finalu, Pardubice pa so izgubile le eno tekmo v končnici, nato pa nanizale dvanajst zaporednih zmag.
Za sezono 2010/11 je Hašek podpisal enoletno pogodbo s klubom Spartak Moskva v ligi KHL. S klubom se je z odstotkom ubranjenih strelov 91,5 uvrstil v končnico lige, kjer pa je Spartak izpadel že v četrtfinalni seriji proti SKA Sankt Peterburgu s 4:0 v zmagah. 

## Reprezentančna kariera
Hašek je za češkoslovaško reprezentanco branil na Olimpijskem turnirju leta 1988, petih svetovnih prvenstvih in Kanadskem pokalu 1987. Na olimpijskem turnirju je z reprezentanco osvojil šesto mesto, na svetovnih prvenstvih pa eno srebrno in tri bronaste medalje. 
Za češko reprezentanco je nastopil na treh olimpijskih turnirjih, kjer je osvojil po eno zlato in bronasto medaljo. Najbolj odmeven je bil njegov nastop na Olimpijskem turnirju leta 1998, ko je svojo reprezentanco popeljal do zlate olimpijske medalje. Na šestih tekmah je prejel le šest golov, od tega le dva v zaključnem delu turnirja. Proti kanadski reprezentanci je Hašek ubranil kazenske strele hokejistov Theoren Fleury, Ray Bourque, Joe Nieuwendyk, Eric Lindros in Brendan Shanahan v dramatični končnici tekme. V finalni tekmi turnirja proti ruski reprezentanci je drugič zapored dosegel shutout, ubranil je vseh dvajset strelov na svoj gol in pripomogel k zmagi češke reprezentance z 1:0. Po osvojitvi olimpijskega zlata je delal: 
| “ | Ko se je tekma končala, sem le odvrgel svojo palico. Bil sem tako srečen. Ko sem videl dvigovanje državne zastave, se mi je pred očmi odvrtela celotna kariera, od kar so me starši peljali na prvo tekmo, do danes. | ” |

Zaradi svojih iger na olimpijskem turnirju je Hašek nenadoma postal zelo popularen v domovini, Čehi so na ulicah vzklikali: Hašek za predsednika. Sam se je na to odzval tako, da je poklical predsednika države Václava Havla in mu v šali zatrdil, da njegova služba ni v nevarnosti. Bil je tudi eden od hokejistov, ki so bili navdih za opero Nagano o zlati olimpijski medalji čeških hokejistov, leta 2003 pa sta Petr Pravec in Lenka Šarounová v njegovo čast poimenovala asteroid 8217 Dominikhašek.

## Slog branjenja
Hašek velja za vratarja z neobičajnim slogom branjenja. Za pokritje spodnjega dela vrat, kjer je doseženih največ golov, se vrže na tla ob večini strelov proti svojem golu. Njegov opletajoč slog izvira iz opletanja z okončinami v vratarjevem prostoru, za obrambo uporablja vse dele telesa, tudi glavo. Hašek občasno spusti palico in plošček pokrije z odbijalko, med tem ko običajno vratar plošček pokrije z lovilko. Glede špekulacij o svojem slogu branjenja je dejal:
| “ | Pravijo, da imam nenavaden slog, da opletam po ledu kot kakšna riba. Jaz pa pravim, koga to zanima, dokler ustavim plošček? | ” |

Njegov unikaten slog branjenja tudi privablja gledalce na tekme.Zaradi svoje gibljivosti lahko ubrani tudi težke strele, ki jih ostali vratarji ne morejo; nasprotni trenerji jih velikokrat označijo za čudežne obrambe. Te vključujejo obrambe s sprednjim delom drsalke, lovljenje ploščkov za svojim hrbtom in menever iz obupa znan kot Haškov obrat. Znan je tudi po svojem strogem režimu telesnih treningov.

## Zasebno življenje
Hašek ima z ženo Aleno sina Michala (letnik 1989) in hčer Dominiko (letnik 1994). Večji del prostega časa posveti igranju skvoša in dvoranskega hokeja, kjer igra v obrambi. V mlajših letih je nastopal kot nogometaš vezist in tenisač. Njegov brat Martin je bil prav tako športnik, igral je za češki nogometni klub AC Sparta Praga in je sedaj trener. Tudi njegov bratranec Ivan Hašek je bil nogometaš. Hašek je diplomiral na Fakulteti za izobraževanje Univerze Hradec Králové, s čimer je pridobil izobrazbo za učitelja in je to delo tudi opravljal na srednjih šolah.
Ima tudi lastno znamko športnih oblačil imenovano Dominator Clothing, ki je bila ustvarjena kmalu po olimpijadi leta 1998 in je popularna med češkimi navijači hokeja. Krajši čas je imel dve trgovini tudi v Michiganu. Maja 2001 je Hašek začel Mladinsko hokejsko ligo Dominika Haška in doniral več kot 1 milijon $ za pomoč depriviligiranim otrokom pri hokeju v Buffalu. Leta 1998 je organiziral dobrodelno hokejsko tekmo v Pragi za pomoč češkim bolnišnicam.

## Zapuščina

### Mejniki
Hašek je dosegel tristoto zmago v ligi NHL 15. oktobra 2005, ko so Ottawa Senatorsi z 5:1 doma premagali Boston Bruinse. Ustavil je 34 strelov od 35-ih in postal dvaindvajseti vratar s tem mejnikom. Je najstarejši vratar v zgodovini, ki je dosegel vsaj 30 zmag v sezoni, leta 1997 pa je postal prvi vratar z nagrado Lester B. Pearson Award za najbolj izstopajočega hokejista lige. Kot edini hokejist je dvakrat osvojil nagrado Hart Trophy za najkoristnejšega hokejista lige, s šestimi nagradami Vezina Trophy pa je drugi najuspešnejši v zgodovini lige, saj jih je Jacques Plante v zgodnjem obdobju lige osvojil sedem. Njegovo najdaljše obdobje brez prejetega gola je 181 minut in 17 sekund. 

### Rekordi
V devetih sezonah pri Buffalo Sabresih je Hašek izboljšal preko 25 klubskih rekordov, med drugim za največ odigranih tekem, zmag, shutoutov in najnižje povprečje prejetih golov na tekmo. Drži tudi klubski rekord za največ shutoutov v sezoni, s trinajstimi v sezoni 1997/98, in najnižje povprečje prejetih golov v sezoni, s 1,87 v sezoni 1998/99. V sezoni 2001/02 je pri Detroit Red Wingsih postavil klubske rekorde za največ odigranih tekem, minut, zmag in shutoutov v končnici. Drži tudi več rekordov lige NHL:
Splošni
Pred upokojitvijo
- 3. mesto – največ shutoutov med aktivnimi vratarji
- 4. mesto – največ zmag med aktivnimi hokejisti

Vseh časov
- 1. mesto – najboljši odstotek ubranjenih strelov z 92,2
- 1. mesto – največ odigranih tekem evropskega vratarja s 694
- 6. mesto – največ shutoutov z 81
- 8. mesto – najnižje povprečje prejetih golov na tekmo z 2,2
- 11. mesto – največ zmag s 389

Redni del
- prvi evropski vratar z najboljšim  povprečjem prejetih golov sezone 1993/94
- prvi vratar s povprečjem prejetih golov pod 2.00 po letu 1974 v sezoni 1993/94
- največ shutoutov v enem mesecu s 6 v sezoni 1997/98

Končnica
Pred upokojitvijo
- 3. mesto – največ shutoutov  med aktivnimi vratarji s 15
- 4. mesto – največ zmag med aktivnimi hokejisti z 61

Vseh časov
- 2. mesto – največ shutoutov v sezoni s 6
- 3. mesto – največ shutoutov s 15
- 10. mesto – največ zmag z 61

### Nagrade

#### NHL
| Nagrada                                        | Leta prejema                                         |
| ---------------------------------------------- | ---------------------------------------------------- |
| Hart Memorial Trophy                           | 1996/97, 1997/98                                     |
| Lester B. Pearson Award                        | 1996/97, 1997/98                                     |
| Vezina Trophy                                  | 1993/94, 1994/95, 1996/97, 1997/98, 1998/99, 2000/01 |
| William M. Jennings Trophy                     | 1993/94, 2001/01, 2007/08                            |
| Prvo moštvo zvezd                              | 1994, 1995, 1997, 1998, 1999, 2001                   |
| Prvo moštvo novincev                           | 1991/92                                              |
| Tekma zvezd                                    | 1996, 1997, 1998, 1999, 2000 (poškodovan), 2002      |
| Sprejet v Hokejski hram slavnih lige NHL       | 2014                                                 |
| Upokojitev dresa št. 39 v klubu Buffalo Sabres | 2015                                                 |

#### Češka in Češkoslovaška
| Nagrada                               | Leta prejema                 |
| ------------------------------------- | ---------------------------- |
| Češki hokejist 20. stoletja           | 1998                         |
| Češki športnik leta                   | 1994, 1998                   |
| Češki hokejist leta                   | 1987, 1989, 1990, 1997, 1998 |
| Najboljši vratar lige                 | 1986, 1987, 1988, 1989, 1990 |
| Sprejet v Češki hokejski hram slavnih | 2004                         |

#### Mednarodne
| Nagrada                                           | Leta prejema |
| ------------------------------------------------- | ------------ |
| Najboljši vratar olimpijskih iger                 | 1998         |
| Najboljši vratar svetovnega prvenstva             | 1985, 1987   |
| Najboljši vratar svetovnega mladinskega prvenstva | 1982         |
| Sprejet v Mednarodni hokejski hram slavnih        | 2015         |

## Statistika kariere
Odebeljeno - reprezentančni nastopi, glej tudi Statistika pri hokeju na ledu.
| Moštvo             | Liga                     | Sezona |    | Redni del | Redni del | Redni del | Redni del | Redni del | Redni del | Redni del | Redni del |    | Končnica | Končnica | Končnica | Končnica | Končnica | Končnica | Končnica | Končnica |
| ------------------ | ------------------------ | ------ | -- | --------- | --------- | --------- | --------- | --------- | --------- | --------- | --------- | -- | -------- | -------- | -------- | -------- | -------- | -------- | -------- | -------- |
| Moštvo             | Liga                     | Sezona | OT | PG        | G         | P         | T         | KM        | GT        | OD        | OT        | PG | G        | P        | T        | KM       | GT       | OD       |          |          |
| HC Pardubice       | Češkoslovaška liga       | 81/82  |    | 12        |           |           |           |           |           | 3.09      |           |    |          |          |          |          |          |          |          |          |
| Češkoslovaška      | Evropsko ml. prvenstvo A | 82     |    |           |           |           |           |           |           |           |           |    |          |          |          |          |          |          |          |          |
| HC Pardubice       | Češkoslovaška liga       | 82/83  |    | 42        |           |           |           |           |           | 2.67      |           |    |          |          |          |          |          |          |          |          |
| Češkoslovaška      | Svetovno ml. prvenstvo A | 83     |    |           |           |           |           |           |           |           |           |    |          |          |          |          |          |          |          |          |
| Češkoslovaška      | Svetovno prvenstvo A     | 83     |    | 2         | 10        | 0         | 0         | 0         | 0         | 2.50      |           |    |          |          |          |          |          |          |          |          |
| HC Pardubice       | Češkoslovaška liga       | 83/84  |    | 40        |           |           |           |           |           | 2.81      |           |    |          |          |          |          |          |          |          |          |
| HC Pardubice       | Češkoslovaška liga       | 84/85  |    | 42        |           |           |           |           |           | 3.25      |           |    |          |          |          |          |          |          |          |          |
| HC Pardubice       | Češkoslovaška liga       | 85/86  |    | 45        |           |           |           |           |           | 3.08      |           |    |          |          |          |          |          |          |          |          |
| Češkoslovaška      | Svetovno prvenstvo A     | 86     |    |           |           |           |           |           |           |           |           |    |          |          |          |          |          |          |          |          |
| HC Pardubice       | Češkoslovaška liga       | 86/87  |    | 43        |           |           |           |           | 6         | 2.46      |           |    |          |          |          |          |          |          |          |          |
| Češkoslovaška      | Svetovno prvenstvo A     | 87     |    | 5         | 6         |           |           |           |           | 2.19      |           |    |          |          |          |          |          |          |          |          |
| Češkoslovaška      | Kanadski pokal           | 87     |    | 6         | 6         |           |           |           |           | 3.33      |           |    |          |          |          |          |          |          |          |          |
| HC Pardubice       | Češkoslovaška liga       | 87/88  |    | 31        |           |           |           |           |           | 2.99      |           |    |          |          |          |          |          |          |          |          |
| Češkoslovaška      | Olimpijske igre          | 88     |    | 5         | 8         | 0         | 0         | 0         | 0         | 4.97      |           |    |          |          |          |          |          |          |          |          |
| HC Pardubice       | Češkoslovaška liga       | 88/89  |    | 42        |           |           |           |           |           | 2.71      |           |    |          |          |          |          |          |          |          |          |
| Češkoslovaška      | Svetovno prvenstvo A     | 89     |    | 10        | 10        | 0         | 0         | 0         | 0         | 2.50      |           |    |          |          |          |          |          |          |          |          |
| Dukla Jihlava      | Češkoslovaška liga       | 89/90  |    | 40        |           |           |           |           |           | 2.13      |           |    |          |          |          |          |          |          |          |          |
| Češkoslovaška      | Svetovno prvenstvo A     | 90     |    | 8         | 10        |           |           |           |           | 2.50      | .904      |    |          |          |          |          |          |          |          |          |
| Chicago Blackhawks | NHL                      | 90/91  |    | 5         |           | 0         | 0         | 0         | 0         | 2.46      | .914      |    | 3        |          | 0        | 1        | 1        | 0        | 2.61     | .923     |
| Indianapolis Ice   | IHL                      | 90/91  |    | 33        |           | 0         | 2         | 2         | 4         | 2.52      |           |    | 1        |          | 0        | 0        | 2        | 0        | 3.00     |          |
| Chicago Blackhawks | NHL                      | 91/92  |    | 20        |           | 0         | 0         | 0         | 8         | 2.60      | .893      |    | 3        |          | 0        | 0        | 0        | 0        | 3.04     | .886     |
| Indianapolis Ice   | IHL                      | 91/92  |    | 20        |           | 0         | 0         | 0         | 2         | 3.56      |           |    |          |          |          |          |          |          |          |          |
| Buffalo Sabres     | NHL                      | 92/93  |    | 28        |           | 0         | 0         | 0         | 0         | 3.15      | .896      |    | 1        |          | 0        | 0        | 0        | 0        | 1.33     | .958     |
| Buffalo Sabres     | NHL                      | 93/94  |    | 58        |           | 0         | 3         | 3         | 6         | 1.95      | .930      |    | 7        |          | 0        | 0        | 3        | 2        | 1.61     | .950     |
| HC Pardubice       | Češka liga               | 94/95  |    | 2         |           |           |           |           |           | 2.88      | .911      |    |          |          |          |          |          |          |          |          |
| Buffalo Sabres     | NHL                      | 94/95  |    | 41        |           | 0         | 0         | 0         | 2         | 2.11      | .930      |    | 5        |          | 0        | 0        | 0        | 0        | 3.50     | .863     |
| Buffalo Sabres     | NHL                      | 95/96  |    | 59        |           | 0         | 1         | 1         | 6         | 2.83      | .920      |    |          |          |          |          |          |          |          |          |
| Buffalo Sabres     | NHL                      | 96/97  |    | 67        |           | 0         | 3         | 3         | 30        | 2.27      | .930      |    | 3        |          | 0        | 0        | 3        | 2        | 1.96     | .926     |
| Buffalo Sabres     | NHL                      | 97/98  |    | 72        |           | 0         | 2         | 2         | 12        | 2.09      | .932      |    | 15       |          | 0        | 0        | 2        | 4        | 2.03     | .938     |
| Češka              | Olimpijske igre          | 98     |    | 6         |           |           |           |           |           | 0.97      |           |    |          |          |          |          |          |          |          |          |
| Buffalo Sabres     | NHL                      | 98/99  |    | 64        |           | 0         | 0         | 0         | 14        | 1.87      | .937      |    | 19       |          | 0        | 1        | 1        | 8        | 1.77     | .939     |
| Buffalo Sabres     | NHL                      | 99/00  |    | 35        |           | 0         | 1         | 1         | 12        | 2.21      | .919      |    |          |          |          |          |          |          |          |          |
| Buffalo Sabres     | NHL                      | 00/01  |    | 67        |           | 0         | 0         | 0         | 22        | 2.83      | .920      |    | 13       |          | 0        | 0        | 0        | 14       | 2.09     | .916     |
| Detroit Red Wings  | NHL                      | 01/02  |    | 65        |           | 0         | 1         | 1         | 8         | 2.17      | .915      |    | 23       |          | 0        | 1        | 2        | 8        | 1.86     | .920     |
| Češka              | Olimpijske igre          | 02     |    | 4         | 4         | 0         | 0         | 0         | 0         | 2.01      | .924      |    |          |          |          |          |          |          |          |          |
| Detroit Red Wings  | NHL                      | 03/04  |    | 14        |           | 0         | 2         | 2         | 2         | 2.20      | .907      |    |          |          |          |          |          |          |          |          |
| Ottawa Senators    | NHL                      | 05/06  |    | 43        |           | 0         | 0         | 0         | 16        | 2.09      | .925      |    |          |          |          |          |          |          |          |          |
| Češka              | Olimpijske igre          | 06     |    | 1         | 1         | 0         | 0         | 0         | 0         | 0.00      | 1.000     |    |          |          |          |          |          |          |          |          |
| Detroit Red Wings  | NHL                      | 06/07  |    | 56        |           | 0         | 2         | 2         | 20        | 2.05      | .913      |    | 18       |          | 0        | 0        | 2        | 2        | 1.79     | .923     |
| Detroit Red Wings  | NHL                      | 07/08  |    | 41        |           | 0         | 0         | 0         | 12        | 2.14      | .902      |    | 4        |          | 0        | 0        | 0        |          | 2.91     | .888     |
| HC Pardubice       | Češka liga               | 09/10  |    | 33        |           | 0         | 0         | 0         |           | 2.26      | .922      |    | 13       |          | 0        | 0        | 0        |          | 1.68     | .937     |
| Spartak Moskva     | KHL                      | 10/11  |    | 46        |           | 0         | 0         | 0         |           | 2.48      | .915      |    | 4        |          | 0        | 0        | 0        |          | 4.12     | .864     |